# Suzanne Stevens
Pour les articles homonymes, voir Stevens.
Suzanne Stevens est une chanteuse (auteure et interprète) née à Verdun au Québec en 1950.

## Biographie
La chanteuse québécoise Suzanne Stevens apparaît au début des années 1970 en participant d'abord à divers concours. Elle remporte d'ailleurs un prix à l'émission "Découvertes" en 1972, puis remporte l'année suivante le titre de la "découverte de l'année 1973" décerné par le réseau Radio-Mutuel. Elle donne alors des concerts en première partie des chanteurs québécois Claude Léveillée et Renée Claude ainsi que du chanteur français Daniel Guichard, à la Place des Arts de Montréal. Elle signe un contrat chez Capitol et lance enfin, en 1973, un premier album intitulé "En route", disque qui se signale par les succès "Le soleil", "Prends-moi", "Comme deux enfants" et "Ma maison de pierre". Elle enregistre aussi deux titres de Michel Conte intitulés "Celui qui ne sait pas aimer" et "L'amour ne s'en va pas". Elle obtient ensuite un autre beau succès avec le 45 tours "On quitte le port à seize ans", paru la même année. Originaire de Verdun, une banlieue bilingue du sud-ouest de Montréal, Suzanne Stevens a tôt fait de s'intéresser aussi à la chanson anglophone. Elle lance en 1975 un album en anglais : "Love's the only game in town" et la chanson "Make me your baby" lui permet une belle percée du côté du Canada anglais. On lui remet d'ailleurs cette année-là un Juno Award de la chanteuse canadienne la plus prometteuse de l'année 1975.
Suzanne Stevens maintient sa popularité au Canada anglais avec d'autres albums lancés entre 1977 et 1984, mais c'est surtout au Québec qu'elle retient l'attention. En effet, de nombreux grands noms de la chanson et de la musique du pays lui écrivent des chansons à succès, notamment Stéphane Venne qui lui donne "Viens-t'en, viens-t'en" et "L'as-tu vu le soleil?" et André Gagnon qui lui compose "Je ne vivais pas avant toi" et "Que tu es loin". Son album "Moi, de la tête aux pieds" de 1976 est lancé en France où elle tente une percée, et son disque "Les nuits sont trop longues" de 1979 obtient aussi les faveurs du public. Parmi ses succès de l'époque, on retient aussi la chanson "Fais ta vie" ainsi que trois collaborations avec le compositeur Yves Lapierre: "Moi, de la tête aux pieds", "À deux" et "Avec le temps". En 1977, Suzanne Stevens remporte deux prix en Bulgarie, lors du Festival International Orphée d'or. On retrouve alors plusieurs titres de la chanteuse sur diverses compilations à succès lancées au cours des années 1970.
Puis arrivent les années 1980 et une disparition de Suzanne Stevens. Outre un ultime album lancé bien discrètement en 1984 ("This is love", "Let it burn"...), l'artiste est disparue sans laisser de traces.
Pendant presque trente ans, les chansons de Suzanne Stevens sont demeurées introuvables sur le marché et aucun de ses albums n'a été réédité en disque compact. Mais voilà qu'en 2009, une réédition de ses plus belles chansons paraît enfin sous le titre "Suzanne Stevens - Mes plus beaux souvenirs" chez XXI Productions et Rétro Laser de Québec. Cette première compilation comporte vingt-deux titres originaux, qui sont : "On quitte le port à seize ans", "Ma maison de pierre", "Le seul endroit que j'aime", "Plus rien n’existe", "Comme deux enfants", "L'amour ne s'en va pas", "Le vent du nord", "Celui qui ne sait pas aimer", "Le soleil", "Prends-moi", "Je ne vivais pas avant toi", "Viens-t’en, viens-t’en", "Moi de la tête aux pieds", "Make me your baby", "L’as-tu vu le soleil", "Pour l'amour", "Après la pluie, le beau temps", "Fais ta vie", "Les nuits sont trop longues", "Le plus beau gars du monde", "L'amour tendre" et "Comme une flamme éternelle".

## Discographie

### Albums
- 1973 : En route (Capitol)
- 1975 : Love's the only game in town (Capitol)
- 1976 : Moi, de la tête aux pieds (Capitol)
- 1977 : Crystal Carriage (Capitol)
- 1978 : Stardust Lady (Capitol)
- 1979 : Les nuits sont trop longues (Capitol)
- 1984 : This is love (Disques Tojo)

### Compilations
- 2009 : Suzanne Stevens - Mes plus beaux souvenirs (Disques XXI-21 Productions et Rétro Laser de Québec)

### Participations à d'autres albums
- 1980 : L'amour en chansons (avec Ginette Reno, Nicole Martin et autres...) (Capitol)
- 2008 : Michel Conte "Viens faire un tour" (Disques XXI-21 Productions et Intermède Music)